# Лазаревський район
Ла́заревський райо́н — один з чотирьох адміністративних районів міста Сочі Краснодарського краю (Росія). Розташований на березі Чорного моря від річки Шепсі до Мамайського Перевалу. Межує з Хотинським та Центральним районами. Найбільший, за площею, в місті. У складі району території в межах міста, сільська місцевість поділяється на 6 округів.
Населення — 63,2 тис. осіб (2002). Площа — 1744 км²